# Stasimopus dreyeri
Stasimopus dreyeri là một loài nhện trong họ Ctenizidae. S. dreyeri được miêu tả năm 1915 bởi J. Hewitt.